# Хромолитография

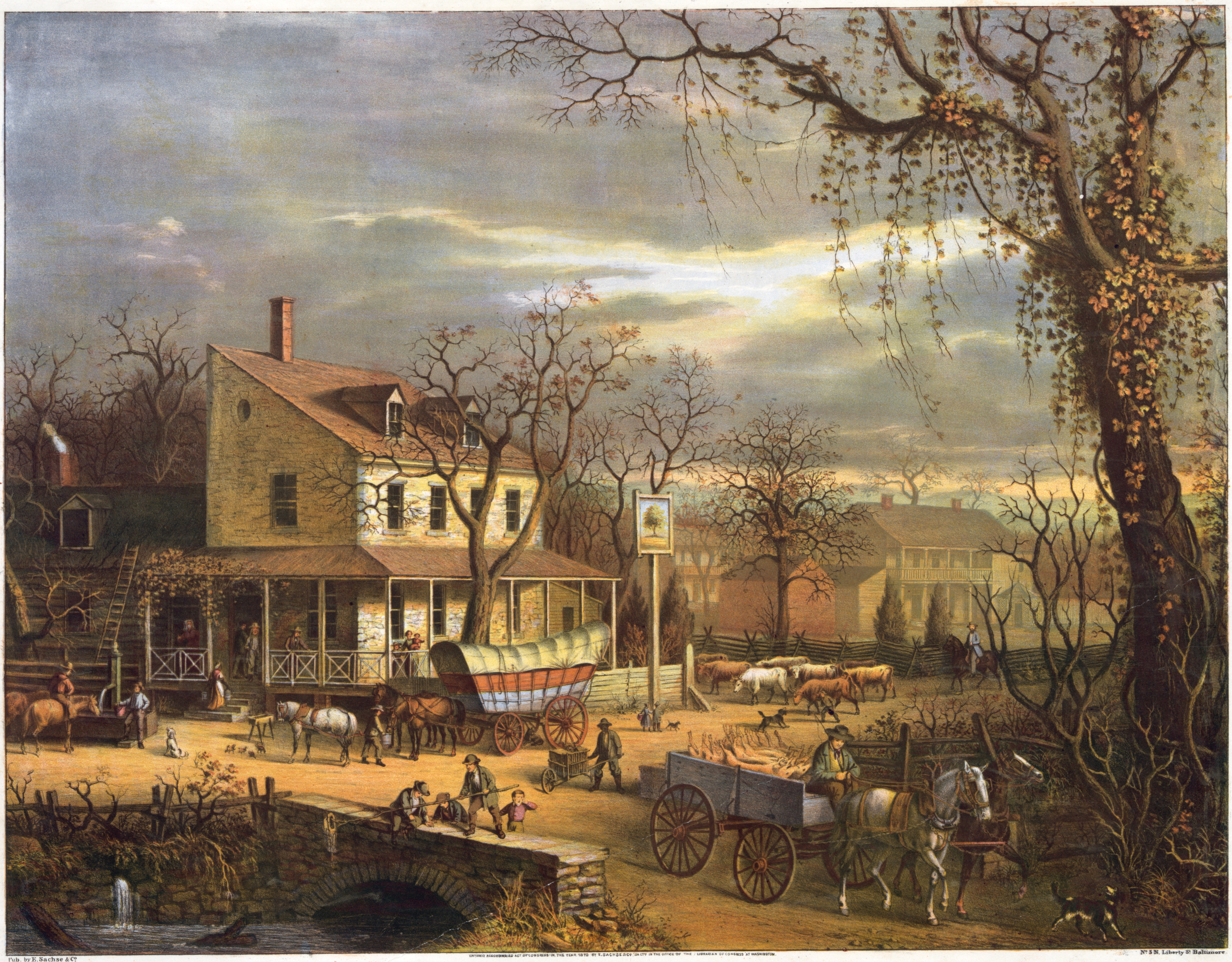
Хромолитография постоялого двора, опубликованная в Мэриленде, 1872

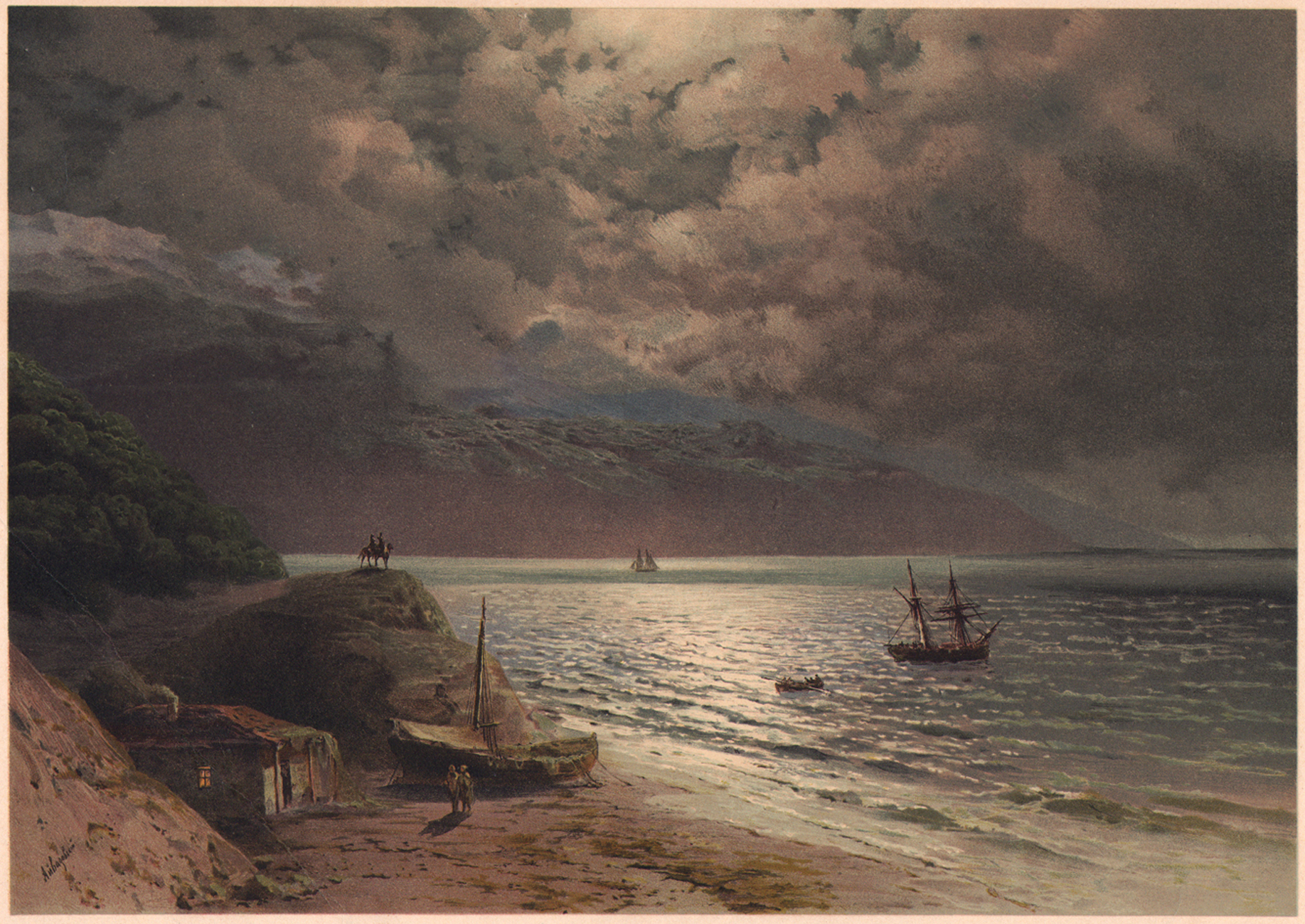
И. К. Айвазовский. Лунная ночь на берегу Чёрного моря, на Кавказе. Бум., хромолитография (артистическое заведение А. Ф. Маркса. СПб). 198 × 280 мм, 1891.

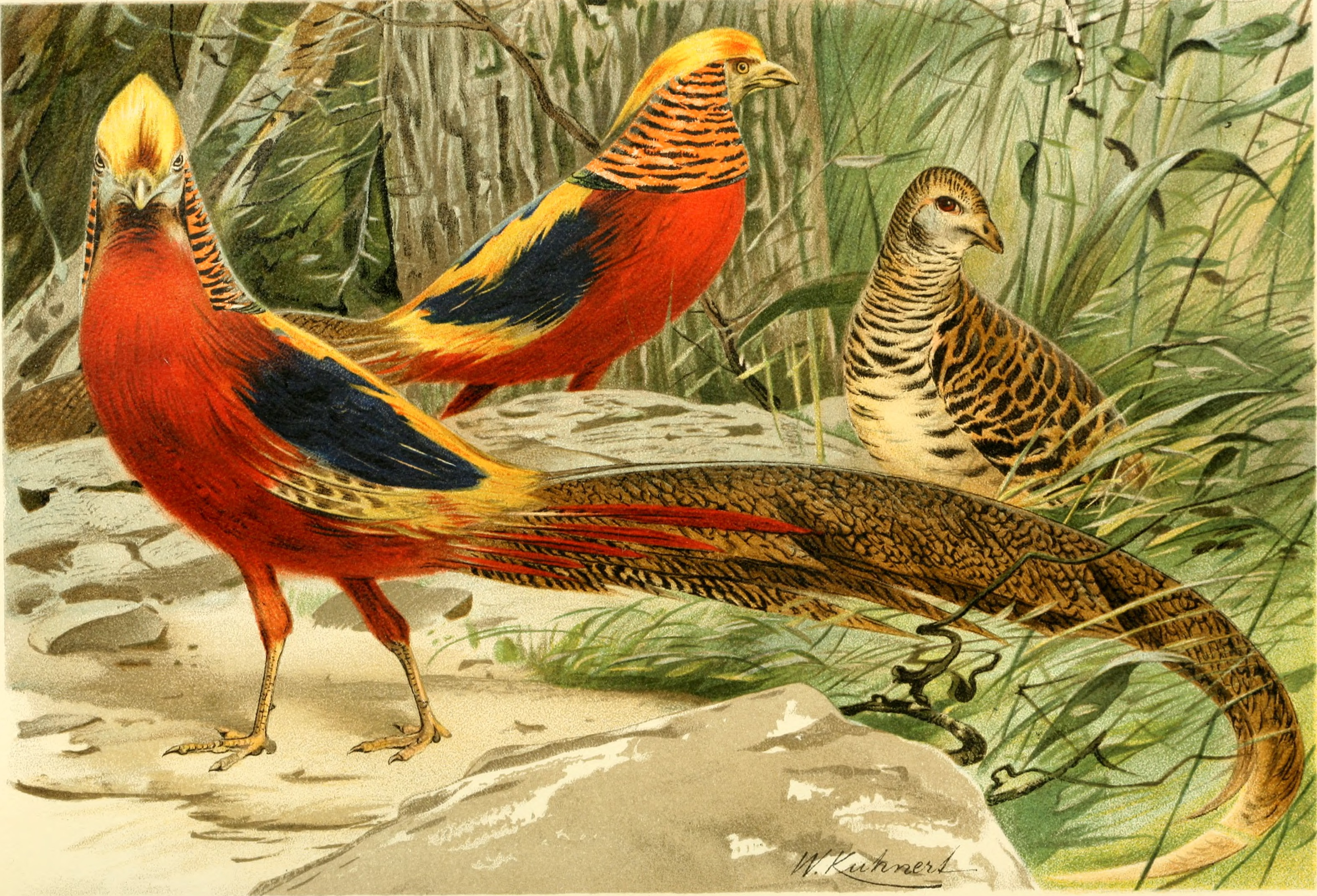
Хромлитография из многотомника А. Э. Брема «Жизнь животных», 1893

Хро́молитогра́фия (др.-греч. χρῶμα — «цвет, краска», λίθος — «камень», γράφω «пишу») — цветная литография, при создании которой для нанесения каждого цвета применялась отдельная печатная форма (до 20 и более).
Печатная форма делается на камне или цинковой пластине, на которые предварительно всегда наносился контур цветового пятна. Техника хромолитографии достаточно широко использовалась во второй половине XIX и в начале XX века. В этот период в Санкт-Петербурге существовало несколько крупных мастерских, выполнявших заказы на цветную печать методом хромолитографии. Одно из наиболее заметных — «Артистическое заведение» А. Ф. Маркса, существовавшее при созданном им в 1869 году издательстве «Товарищество издательского и печатного дела А. Ф. Маркс». Основой для хромолитографий часто служили графические и живописные оригиналы известных художников того времени. Так, например, хромолитография 1891 года «Лунная ночь на берегу Чёрного моря» И. К. Айвазовского была сделана, с незначительной корректировкой цвета и композиции, по пейзажу художника «Ночь в Гурзуфе» (1891, холст, масло, 610 × 813 мм).
Патент на хромолитографию был выдан в 1837 году французу Годфруа Энгельману, однако существуют свидетельства того, что технология хромолитографии использовалась и ранее, в частности, для производства игральных карт, а русский художник Тромонин ещё в 1832 году отпечатал в России многоцветные иллюстрации к книге о князе Святославе Ярославиче.
К началу XXI века она практически полностью вытеснена современными (в том числе фото-механическими) методами передачи изображения.